# Islámské centrum v Hamburku
Islámské centrum v Hamburku je jednou z nejstarších mešit v Německu a v Evropě. Bylo zřízeno v severním Německu ke konci 50. let 20. století skupinou íránských imigrantů a věřící z něj časem udělali jedno z nejdůležitějších islámských center v západním světě. 
Mnoho vrchních íránských teologů a politiků (včetně Ayatollaha Behesti, Ayatollaha Mohammada Mojtaheda Shabestari nebo Mohammada Khatami) zde strávilo několik let, aby se naučili co nejvíce věcí o západním světě, vědě a filozofii a naopak vysvětlovali západnímu světu správné chápání islámu.

## Historie
Během meetingu v hotelu Atlantic v Hamburku v roce 1953 se skupina Íránců žijících v Německu dohodla, že je potřeba zřídit si své vlastní náboženské centrum. Společně poslali dopis pozdějšímu největším Ayatollahu Seyyed Husejn Borujerdimu s prosbou o pomoc. Ten souhlasil s návrhem a podpořil jej 100 tisíci íránskými rijály. Stavba začala na počátku 60. let a dokončena byla v roce 1965. Ve stejném roce byl vůdcem centra určen Mohammad Behesti.
Během 70. let hrálo centrum důležitou roli při vypuknutí revoluce íránských studentů, kteří začali napadat západ a tehdejšího šáha Muhammada Rezu Pahlaví.
V roce 2007 bylo centrum schváleno jako nejdůležitejší místo pro ší'itské muslimy v Evropě.